# 東郷聖美
東郷 聖美（とうごう せいみ、1958年 - ）は、日本の絵本作家。

## 経歴
- 1958年 - 東京都に誕生。
- 女子美術短期大学油絵専攻 卒業

## 著作物
著書
- 2004年 - 『わたしはせいか・ガブリエラ』 福音館書店
- 2007年 - 『みんな くるくる さかのみち』 福音館書店

絵
- 2005年 - 『介護予防に役立つ外出プログラム支援マニュアル』 ミネルヴァ書房 ISBN 4-623-04418-1
- 2005年 - 『介護予防に役立つパターン体操支援マニュアル』 ミネルヴァ書房 ISBN 4-623-04417-3
- 2009年 - 『ともこちゃんは銀メダル』 細川佳代子（お話） ミネルヴァ書房 ISBN 978-4-623-05369-8

## 参考資料
- 絵本ナビ
- 国立国会図書館 蔵書